# Limeux (Somme)
Limeux é uma comuna francesa na região administrativa de Altos da França, no departamento de Somme. Estende-se por uma área de 8,62 km². Em 2010 a comuna tinha 143 habitantes (densidade: 16,6 hab./km²).